# من أجل سما
من أجل سما هو فيلم وثائقي تم إنتاجه في سوريا والمملكة المتحدة وصدر في سنة 2019، الفيلم من إخراج وعد الخطيب و المخرج البريطاني إدوارد واتس، فاز الفيلم بجائزة بافتا لافضل فيلم وثائقي، ومرشح لنيل جائزة الأوسكار لأفضل فيلم وثائقي.

## القصة
من أجل سما هو فيلم وثائقي لعام 2019 من إخراج ورواية وعد الخطيب وأنتجه الكتائب وإدوارد واتس، يركز الفيلم على رحلة وعد الخطيب كزوجة حمزة الخطيب أحد الأطباء القلائل الذين تركوا في حلب أثناء قيامهم بتربية ابنتهم سما الخطيب أثناء الحرب الأهلية السورية.
تم عرض الفيلم لأول مرة في العالم في الجنوب بمهرجان ساوث ويست في 11 مارس 2019 ،  حيث فاز بالجائزة الكبرى لجائزة لجنة التحكيم والمنافسة في مسابقة الأفلام الوثائقية. 

## جوائز وترشيحات
دخل الفيلم التاريخ عندما تم ترشيحه في أربع فئات في جوائز بافتا حيث أعلنت الأكاديمية البريطانية لفنون السينما والتلفزيون عن ترشيح الفيلم في أربع فئات لأول مرة،   ومما جعله الفيلم الوثائقي الأكثر ترشيحًا على الإطلاق.  تم ترشيحه لجائزة الأوسكار لأفضل فيلم وثائقي في حفل توزيع جوائز الأوسكار الـ 92 .   
حصل الفيلم جائزة " L'oeil d'or " ، أفضل فيلم وثائقي في مهرجان كان السينمائي في عام 2019.  
فاز فيلم من أجل سما بجوائز متعددة في جوائز الفيلم البريطاني المستقل في ديسمبر 2019 بما في ذلك: أفضل فيلم بريطاني مستقل، وأفضل فيلم وثائقي، وأفضل مخرج وأفضل تحرير.  
| جائزة                                  | الفئة                                       | مستلم                       | نتيجة | المرجع |
| -------------------------------------- | ------------------------------------------- | --------------------------- | ----- | ------ |
| جوائز الاوسكار                         | أفضل فيلم وثائقي                            | وعد الكاتب وإدوارد واتس     | ترشح  | [ 18 ] |
| تحالف الصحفيات السينمائيات             | أفضل فيلم روائي طويل                        |                             | ترشح  |        |
| جمعية نقاد فيلم أوستن                  | أفضل فيلم وثائقي                            | وعد الخطيب وإدوارد واتس     | ترشح  |        |
| جوائز الاكاديمية البريطانية السينمائية | أفضل فيلم وثائقي                            | وعد الكاتب وإدوارد واتس     | فوز   |        |
| جوائز الاكاديمية البريطانية السينمائية | أفضل فيلم ليس في اللغة الإنجليزية           | وعد الكاتب وإدوارد واتس     | ترشح  |        |
| جوائز الاكاديمية البريطانية السينمائية | فيلم بريطاني رائع                           | وعد الكاتب وإدوارد واتس     | ترشح  |        |
| جوائز الاكاديمية البريطانية السينمائية | أول ظهور رائع لكاتب أو مخرج أو منتج بريطاني | وعد الكاتب وإدوارد واتس     | ترشح  |        |
| جوائز السينما البريطانية المستقلة      | أفضل مخرج                                   | وعد الكاتب وإدوارد واتس     | فوز   |        |
| جوائز السينما البريطانية المستقلة      | أفضل فيلم بريطاني مستقل                     | وعد الكاتب وإدوارد واتس     | فوز   |        |
| جوائز السينما البريطانية المستقلة      | أفضل فيلم وثائقي                            | وعد الكاتب وإدوارد واتس     | فوز   |        |
| جوائز السينما البريطانية المستقلة      | أفضل التحرير                                | كلوي لامبورن وسيمون مكماهون | فوز   |        |
| جوائز السينما البريطانية المستقلة      | أفضل موسيقى                                 | ناينيتا ديساي               | ترشح  |        |

## وصلات خارجية
- من أجل سما على موقع IMDb (الإنجليزية)
- من أجل سما على موقع ميتاكريتيك (الإنجليزية)
- من أجل سما على موقع روتن توميتوز (الإنجليزية)
- من أجل سما على موقع ألو سيني (الفرنسية)
- من أجل سما على موقع قاعدة بيانات الأفلام السويدية (السويدية)
- من أجل سما على موقع قاعدة بيانات الفيلم (الإنجليزية)
- من أجل سما على موقع ليتربوكسد (الإنجليزية)
- من أجل سما على موقع كينوبويسك (الروسية)

- من أجل سما  في قاعدة بيانات الأفلام على الإنترنت (بالإنجليزية)